# NBA Collective Bargaining Agreement
Az NBA Collective Bargaining Agreement (CBA) egy szerződés a National Basketball Association (a biztos és a 30 csapattulajdonos) és a National Basketball Players Association (a játékosok szakszervezete) között, ami többek között a játékosok szerződéseit, a csapatok közötti tranzakciókat, a bevétel elosztását, az NBA-draftot és a fizetési sapkát szabályozza. 2005 júniusában az 1999-es CBA lejárt, ami azt jelentette, hogy a két félnek meg kellett egyezni egy újabb szerződésben. A 2004–2005-ös NHL-felfüggesztés következtében ez nagyon gyorsan sikerült. Ez a 2010–2011-es szezon után járt le, amit viszont egy felfüggesztés követett a ligában. Az új CBA hitelesítése decemberben történt meg.
1999-es és 2005-ös verziók között nem sokat változott a fizetési sapka. Azért cserébe, hogy létrehozták a vitatott minimum életkor szabályt, a játékosok a liga bevételének egy kicsit nagyobb százalékát kapták meg. Ezek mellett a maximum fizetések egy kicsit visszaestek 1999-hez képest. A 2011-es CBA szerint a játékosok a liga bevételének kisebb százalékát kapták meg.
2005-ben a játékosok 57%-ot kaptak meg, míg a 2016-os CBA-ben 49–51%-ot. Ebben az időszakban a CBA megegyezése a következő tíz évre szólt volna, 2017-ig. 2016-ban a két fél összeült a megegyezés megbeszélésére és az decemberre el is készült. A legutóbbi CBA 2017–2018-as szezonnal kezdődött meg és 2023–2024-ben fog véget érni, de a két fél közös megegyezéssel visszamondhatja a 2022–2023-as évad után. A 2016-os CBA biztosítja, hogy a visszavonult játékosok kapnak egészségbiztosítást és a jelenlegi játékosok nagyobb bevételre tehetnek szert.
- Az úgynevezett two-way (kétirányú) szerződések, amik azoknak a játékosoknak biztosítanak fizetéseket, akik az NBA és az NBA G-League csapataiban is szerepelnek.
- Az új veteránkivétel, ami szerint hatodik évre is lehet szerződtetni veteránnak számító játékosokat.
- Rövidebb előszezon, ami maximum hat mérkőzés lehet csapatonként és a szezon korábbi indulása.[6][7]

## Tranzakciók
Játékosokat lehet cserélni csapatok között, más játékosokért, draft-választásokért vagy egy bizonyos pénzösszegért cserébe. Ezzel szemben edzőket csak pénzért vagy draft-választásért lehet. Nem engedélyezett, hogy bizonyos tranzakciók más tranzakciók teljesítésétől függjenek. 5,617 millió dollár a maximum, amit egy szezonban egy csapat kaphat tranzakciókban.

## Felfüggesztések a CBA létrehozásával kapcsolatban

### 1995-ös felfüggesztés
Az 1995-ös volt az első felfüggesztés az NBA történetében. Mikor az előző CBA lejárt az 1993–1994-es szezon után, 1994 októberében a felek megegyeztek, hogy a játékosok nem fognak sztrájkolni, az NBA pedig nem fogja felfüggeszteni a ligát, de adtak haladékot a játékos-szerződések megújítására vagy átszervezésére. Ez 1995. június 15-én járt le, egy nappal az NBA-döntő után. A draft, amin az NBA új csapatai vettek részt (június 24.) és az NBA-draft (június 28.) megrendezését engedélyezték, de minden más tranzakciót, mint játékos-cserék, szerződtetések és szerződéshosszabbítások, illetve a nyári ligát is felfüggesztették szeptember 12-ig. A felfüggesztés ellenére minden mérkőzést lejátszottak a szezonban, mivel a megegyezés megszületett annak kezdete előtt. A fő témák a fizetési sapka, a szabadügynökség, az újoncfizetések és a bevételmegosztás voltak.

### 1996-os felfüggesztés
Az 1996-os volt a második felfüggesztés az NBA történetében. 1996. július 10-én kezdődött és ért véget. Azt követően kezdődött meg, hogy a játékosok és a liga nem tudott megegyezni, hogy hogyan osszák meg az 50 millió dolláros közvetítési profitot. A liga azt kérte, hogy annak 50%-át biztosítsák a játékosok szerződéseire, míg az NBPA ennél többet akart. Néhány órányi megbeszélés után a liga beleegyezett, hogy további 14 millió dollárt adnak a fizetési sapkához a hátralévő négy évre.

### 1998–1999-es felfüggesztés

#### Összefoglalás
Az 1998–1999-es a harmadik felfüggesztés volt az NBA történetében. 1998. július 1-től 1999. január 20-ig tartott és ennek következtében az 1998–1999-es szezon mindössze 50 mérkőzés volt és az All Star-gálát is eltörölték. Az NBA tulajdonosai újranyitották az előző CBA-t 1998 márciusában, mivel meg akarták változtatni a liga fizetési sapkájának rendszerét. A National Basketball Players Association (NBPA) ellenezte a tulajdonosok tervét és megakarták emelni a minimum fizetést kereső játékosok bevételét. Miután a két fél nem tudott megegyezni, a tulajdonosok felfüggesztették a ligát.
Az NBA 1999 januárjáig volt felfüggesztve, a szezon lemondása is szóba került. Miután a játékosok se tudtak megegyezni egymás között és így az NBPA is két felé húzódott, Billy Hunter a szervezet igazgatója megegyezett az NBA biztosával, David Sternnel, hogy január 6-án véget érjen a felfüggesztés. A két fél gyorsan hitelesítette az egyezményt és ezzel véget vetett a 204 napos felfüggesztésnek. A megegyezés maximum fizetéseket biztosított a játékosoknak és egy új rendszert az újoncoknak. A felfüggesztést követő hónapokban visszaesett az NBA nézettsége és évekig nem tudott visszatérni arra a szintre, amin a felfüggesztés előtt volt.

#### A felfüggesztés

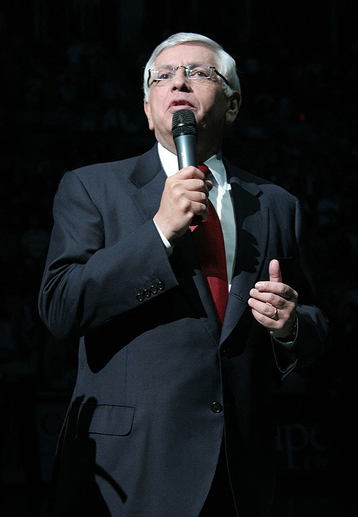
David Stern, az NBA biztosa 1984 és 2014 között

Kilenc nappal megszakadtak a tárgyalások a két fél között június 22-én, felfüggesztették a ligát. A franchise-oknak nem volt szabad tranzakciókat folytatni, betiltották az edzéseket és a csapaton belüli megbeszéléseket. Grant M. Hayden (Hofstra Labor, Employment Law Journal) a felfüggesztést „agresszívnek” nevezte, amelynek értelmében a munkáltató erőszakosan próbálja rákényszeríteni a munkavállalót, hogy aláírjon egy megegyezést, ami neki nem kedvező. A felfüggesztés miatt az NBA-ben szereplő játékosok nem vehettek részt az 1998-as világbajnokságon, helyettük a USA Basketball alacsonyabb szinten játszó profi és amatőr játékosokat küldött. A tárgyalások augusztus 6-án folytatódtak, az első megbeszélés a felfüggesztés kezdete óta. Az NBA biztosa David Stern és több tulajdonos is kisétált a teremből, miután az NBPA bemutatott nekik egy szerződést, ami szerint a csapatok között bevételelosztás egyenletesebb lett volna.
Szeptember 25-re a 24 előszezon-mérkőzést lemondták, az edzőtáborokat pedig elhalasztották. Októberben és novemberben is voltak megbeszélések, de azok is sikertelenek voltak. A szezon első két hetét október 13-án hivatalosan is lemondták, 99 novemberi mérkőzést töröltek el teljesen. Ez volt az első alkalom a liga történetében, hogy a szakszervezettel való konfliktus miatt az NBA-ben lemondtak mérkőzéseket. Október 20-án John Feerick döntőbíró kijelentette, hogy a tulajdonosoknak nem kellett kifizetniük a játékosok fizetését a felfüggesztés idején. Feerick döntése előnyt adott a tulajdonosoknak a megbeszélések idejére.
Novemberben és decemberben is lemondtak mérkőzéseket, beleértve a hagyományos karácsonyi meccseket, amiket 1947 óta minden évben megrendeztek és az 1999-es All Star-gálát, amit a philadelphiai First Union Centerben tartottak volna 1999. február 14-én. Az esemény lemondását követően Philadelphia megkapta a 2002-es gálát. A tulajdonosok és a játékosok között gyakori volt a rosszindulat, például Billy Hunter és Stern „ordibáltak egymással” a decemberi megbeszélések idején. Mindketten kisétáltak a teremből és kijelentették, hogy a történések után akár az egész szezont lemondhatják. Ugyan 1998-ban egyetlen mérkőzést se játszottak le, 16 NBA-játékos szerepelt egy december 19-i bemutatón a New Jersey-i Atlantic City-ben. Az esemény rendezői a bevételeket az NBPA tagjainak tervezték adni, de az ezzel kapcsolatos reakciók miatt inkább jótékonysági szervezeteknek juttatták azt.

#### Megegyezés
December 23-án Stern bejelentette, hogy a szezon lemondását fogja javasolni, ha 1999. január 7-ig nem születik egyezmény. Egy december 27-én tartott megbeszélésen a tulajdonosok ajánlottak egy „utolsó” szerződést. A két fél január 4-én találkozott újra, ahol az NBPA bemutatta végső javaslatát a tulajdonosoknak, akik azt elutasították. Stern egyik ötlete az volt, hogy az akkori játékosok helyett hozzanak újakat a ligába, akikkel meg lehet kezdeni a következő szezont. Ahogy Stern határideje közeledett, az NBPA-ben elkezdtek belső viták kialakulni. A magas fizetéssel rendelkező játékosokra voltak a legnagyobb befolyással a változtatások, nem a szervezet összes tagjára. David Falk ügynök, aki egy befolyásos személy volt a játékosok között, volt Patrick Ewing NBPA-elnök és kilenc további játékos képviselője ebben az időszakban, akik mind tagjai voltak a szakszervezet bizottságának.
Az NBPA szervezett egy megbeszélést január 6-ra New Yorkban, ahol a játékosok szavaztak a tulajdonosak ajánlatára, amit a bizottság ellenezni akart. Több játékos, mint Shaquille O’Neal és Hakeem Olajuwon is azt akarta, hogy a szavazás névtelenül történjen, míg mások mindenképpen újra akarták indíttatni a bajnokságot, attól függetlenül, hogy mi lett az eredmény. Kevin Johnson kijelentette, hogy a játékosok „készen álltak harcolni szerdán a megbeszélésünkön, ha nem sikerült megegyezni.” Egy széteső szervezettel szemben állva Hunter úgy döntött, hogy újra elkezd tárgyalni Sternnel. Január 6-án, egy nappal a határidő előtt, Hunter és a biztos megegyeztek, amit hitelesített az NBPA aznap este, majd másnap az NBA Kormányzótanácsa.
A megegyezésre Stern és a tulajdonosok nagy sikerként tekintettek, január 20-án írta alá mindkét fél, amellyel 204 nap után véget ért a felfüggesztés. A maximum fizetés, amit a játékosok tudtak keresni, 9 és 14 millió dollár között volt, attól függően, hogy mennyit játszottak az NBA-ben. Ezzel az NBA lett az első nagy amerikai sportszervezet, ami korlátozta a játékosok fizetését. Bevezették az újonc játékosok által keresett maximum fizetéseket, ami attól függően változott, hogy egy játékost hol választottak az NBA-drafton. A Larry Bird-kivételt ismét visszahozták, de korlátozták a maximum fizetést. Az új „átlag” és „közép” kivételeket hozzáadták a fizetési sapka szabályaihoz, ami szerint akkor is szerződtethettek egy-egy játékost a kategóriában a csapatok, ha a költekezésük több volt, mint a sapka. Azoknak a csapatoknak, akik átlépték a sapkát, luxusadót kell fizetniük, ami szerint minden egyes dollárért, amivel átlépik a sapkát, egy dollárt kell kifizetniük a ligának adóként. A liga minimum fizetését 287.500 dollárra emelték, amit 15 ezerrel volt több, mint korábban. A játékosoknak megígérték, hogy a fizetésekre a liga bevételének 55%-át használják fel a megegyezés hátralevő három évében. Ha ezt túllépik, akkor a fizetéseket csökkentik. Az NBA évente tartott drogtesztelését kibővítették a marihuánára és a teljesítménynövelő szerekre is.

### 2011-es felfüggesztés

#### Idővonal
- 2011. július 1.: a felfüggesztés kezdete.
- 2011. szeptember 23.: az NBA lemondja az edzőtáborokat, ami október 3-án kezdődött volna és az előszezon első hetét, ami október 9-én.
- 2011. október 4.: az NBA lemondja az előszezon hátralévő részét.
- 2011. október 11.: az alapszakasz első két hetét lemondják.
- 2011. október 18.: november 30-ig lemondanak minden mérkőzést.
- 2011. november 14.: az NBPA újraszervezi a szakszervezetet, kereskedelmi szövetséggé alakítva azt.
- 2011. november 15.: az NBA lemondta az összes mérkőzést december 15-ig. A játékosok trösztellenes pert indítottak a chicagói és Új-mexikói szövetségi bíróságokon.
- 2011. november 26.: a csapattulajdonosok és a játékosok megegyeznek a felfüggesztés végetvetésében.
- 2011. december 8.: megtörténik a CBA ratifikációja.
- 2011. december 25.: az NBA-szezon kezdete.